# Coll de Sant Joan (Estoer)
El Coll de Sant Joan és una collada dels contraforts nord-orientals del Massís del Canigó, a 615,9 metres d'altitud, en el límit dels termes comunals de Clarà i Villerac i d'Estoer, tots dos a la comarca del Conflent (Catalunya del Nord). Està situat en una zona molt boscosa a l'extrem nord-oest del Serrat del Bosc de la Creu, al nord-oest del terme d'Estoer i al nord-est del terme de Clarà i Villerac. És a prop a migdia del Coll de la Martra. Hi passa un dels camins de Villerac a Estoer.